# Леополдина фон Щернберг
Мария Леополдина Валпурга Ева фон Щернберг (на немски: Maria Leopoldine Walburga Eva von Sternberg; * 11 декември 1733, Виена; † 27 юни 1809, Валтице /Фелдсберг, в Южна Моравия) е графиня от Щернберг и чрез женитба княгиня на Лихтенщайн (1772 – 1781).

## Биография
Тя е дъщеря на граф Франц (Франтишек) Филип фон Щернберг (1708 – 1786), дворцов министър на Мария Терезия, и съпругата му графиня Мария Леополдина фон Щархемберг (1712 – 1800), дъщеря на граф Конрад Зигизмунд фон Щаремберг/Щархемберг (1689 – 1727) и Мария Леополдина фон Льовенщайн-Вертхайм-Рошфор (1689 – 1763), дъщеря на княз Максимилиан Карл фон Льовенщайн-Вертхайм-Рошфор (1656 – 1718) и графиня Поликсена Мария фон Куен-Лихтенберг-Беласи (1658 – 1712).
Сестра е на граф Кристиан фон Щернберг (1732 – 1811), женен за графиня Августа Доротея фон Мандершайд-Бланкенхайм (1744 – 1811), на неженения граф Гундакар Томас фон Щернберг (1737 – 1802), на Мария Йозефа фон Щернберг (1735 – 1803), омъжена 1753 г. за принц Карл Егон I фон Фюрстенберг (1729 – 1787), и на София фон Щернберг (1738 – 1803), омъжена 1759 г. за граф Винценц фон Валдщайн-Вартенберг (1731 – 1797).
Леополдина фон Щернберг е вдовица от 1781 г. и прекарва последните си години при най-малката си дъщеря княгиня Естерхази в Хютелдорф при Виена. Тя умира на 75 години на 27 юни 1809 г. в дворец Лихтенщайн във Валтице/Фелдсберг в Южна Моравия. Погребана е в църквата Хютелдорф във Виена и не в гробницата на Лихтенщайн във Вранау.

## Фамилия
Леополдина фон Щернберг се омъжва на 6 юли 1750 г. във Валтице (Фелдсберг) за 8. княз Франц Йозеф I фон Лихтенщайн (* 19 ноември 1726, Милано; † 18 август 1781, Мец), най-възрастният син на княз Емануел фон Лихтенщайн (1700 – 1771) и графиня Мария Анна Антония фон Дитрихщайн-Вайхселщет (1706 – 1777). Те имат 8 деца:
- Йозеф Франц де Паула Емануел Филип Исак (1752 – 1754)
- Леополдина Мария Анна Франциска де Паула Аделгунда (1754 – 1823), омъжена на 1 септември 1771 г. във Фелдсберг за ландграф Карл Емануел фон Хесен-Ротенбург (1746 – 1812), син на Константин фон Хесен-Ротенбург[3]
- Мария Антония Алоиза Валбурга Месхилдис (1756 – 1821), монахиня в Есен
- Франц де Паула Йозеф (1758 – 1760)
- Алоис I Йозеф (1759 – 1805), княз на Лихтенщайн (1781 – 1805), женен на 16 ноември 1783 г. за графиня Каролина фон Мандершайд-Бланкенхайм (1768 – 1831)
- Йохан I Йозеф (1760 – 1836), княз на Лихтенщайн (1805 – 1836), женен на 12 април 1792 г. във Виена за ландграфиня Йозефа София фон Фюрстенберг-Вайтра (1776 – 1848)
- Филип Йозеф Алоиз Мартинианус (1762 – 1802), неженен
- Мария Йозефа Херменегилда (1768 – 1845), омъжена на 15 септември 1783 г. във Виена за княз Николаус II Естерхази де Галанта (1765 – 1833)[4]